# Lorenzo Lotto
Lorenzo Lotto, född cirka 1480 i Venedig, död 1556 i Loreto, var en italiensk målare under renässansen, verksam i Venedig.

## Biografi

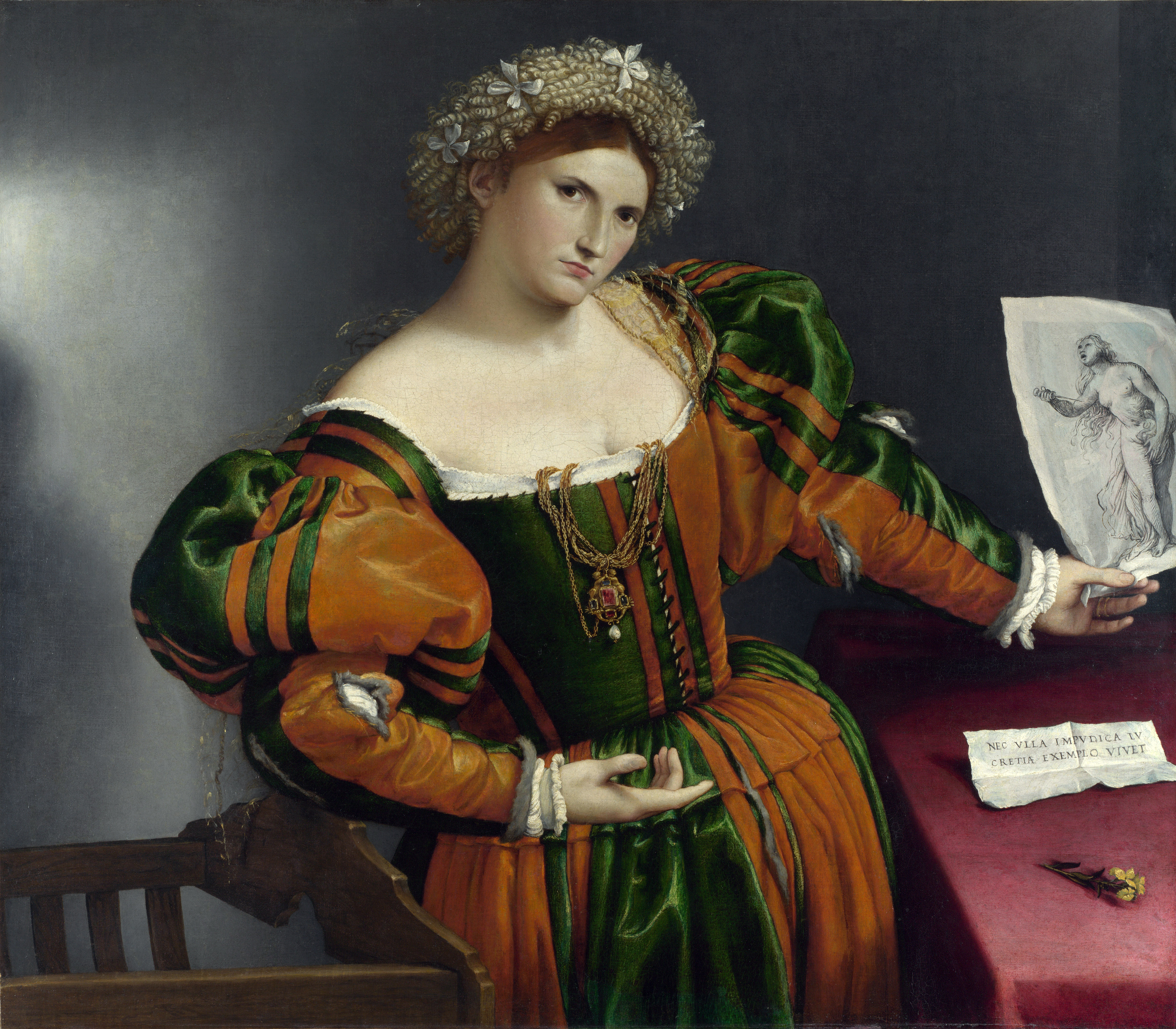
Lorenzo Lotto – Porträtt av kvinna som Lucretia (1528–1530). National Gallery, London.

Lotto gick förmodligen i lära i Venedig, där han influerades av Antonello da Messina och Giovanni Bellini. Under några års vistelse i Rom lärde han känna Rafael. Av de båda konstnärernas samarbete omkring 1508-12 finns idag inga målningar bevarade.  Från omkring 1518 influerades han alltmer av Leonardo da Vinci och blev vid sida av Correggio den främste ljusdunkelmålaren. Under slutet av sin levnad tog han åter starka intryck av de Italienska mästarna, bland andra Tizian.
Bland hans verk märks Hieronymus (Louvren) och Prelaten Rossi (I Neapel) från hans tidiga period. Lotto är riks respresenterad i Milanos och Bergamos galleriet, likaså på National Gallery i London och Kaiser Friedrich-Museum i Berlin. Från hans senare år stammar den 1550 målade Marie himmelsfärd i Ancondas pinakotek. Nivaagaard äger ett porträtt målat av Lotto.